# Droungos
Droungos (in greco δροῦγγος?, a volte δρόγγος, drongos) o drungus è un termine tardo romano e bizantino per un'unità militare di dimensioni di un battaglione, e più tardi per un comando locale a guardia dei distretti montani. Il suo comandante era un "droungarios" o "drungarius" (δρουγγάριος).

## Storia e funzione
Il termine drungus è attestato per la prima volta in latino alla fine del IV secolo d.C. Deriva dal gallico *dhrungho (vedi Antico irlandese drong; Antico bretone drogn o drog), che significa "tribù", "gruppo", "calca" o "folla". Un'etimologia germanica alternativa (thrunga) citata da alcuni storici, ha origine da congetture del XVII secolo che sono state respinte dalla stragrande maggioranza dei filologi. L'uso più antico di drungus in latino è non tecnico e significa similmente una generica "banda" o "truppa", che Vegezio equipara al latino globus.
Il termine compare per la prima volta in greco come droungos (δροῦγγος) o drongos (δρόγγος), con lo stesso significato, all'inizio del V secolo. Alla fine del VI secolo, l'imperatore Maurizio (r. 582-602) applica droungos a uno specifico schieramento tattico, di solito di cavalleria, caratterizzato come un raggruppamento compatto non lineare adatto a tattiche di aggiramento, imboscate e operazioni irregolari. Egli è il primo autore ad impiegare l'avverbio correlato droungisti (δρουγγιστί), con il senso di "in formazione di gruppo" o "tattica di piccolo gruppo". Maurizio impiega anche occasionalmente droungos come espressione generica per "raggruppamenti" o "formazioni" di truppe più grandi, anche se in questo senso si riferisce solo ad una "divisione" (meros) e mai ad una "brigata" (Moirae) con cui droungos divenne associato in fonti successive.
A metà del VII secolo, questo significato era stato sostituito da uno nuovo, che mantenne fino all'XI secolo. Il droungos, alternativamente conosciuto come moira (μοίρα), era ora formalizzato come una suddivisione regolare di un turma, la suddivisione principale della nuova themata (θέματα, singolare: θέμα). A sua volta, ogni droungos era composto da diverse bande (singolare: bandon). Così ogni moira o droungos era l'analogo di un moderno reggimento o brigata, inizialmente forte di circa 1000 uomini (e quindi chiamato anche chiliarchia). A volte, poteva arrivare a 3000 uomini, e l'imperatore Leone VI il Saggio (r. 886-912) è ricordato per aver stabilito la grandezza dei droungoi a soli 400 uomini per i nuovi thema più piccoli creati durante il suo regno.
Dalla fine del XII secolo in poi, il termine droungos fu applicato alle zone montuose della Grecia, e fu associato al significato di "passo" o "catena montuosa" (zygos). Nel XIII secolo, venne anche a designare le unità militari incaricate di sorvegliare questi luoghi, in modo simile al precedente kleisourai.